# Bob Verstraete (politicus)
Bob Verstraete (Aarschot, 2 november 1948) is een voormalig Vlaams volksvertegenwoordiger.

## Levensloop
Verstraete studeerde in 1974 af als geaggregeerde Frans, Engels en geschiedenis in het lager secundair onderwijs aan de Rijksnormaalschool in Lier en werkte van 1974 tot 1999 als leraar. Nadien was hij van 1999 tot 2003 kabinetssecretaris van federaal minister Rik Daems.
Hij werd politiek actief voor de toenmalige liberale partij PVV (de huidige Open Vld). Van 1976 tot 1979 was hij de voorzitter van de jongerenafdeling van PVV-Aarschot en van 1980 tot 1982 was hij de voorzitter van de PVV-afdeling van Aarschot.
In Aarschot was hij van 1977 tot 1982 raadslid van het OCMW en van 1983 tot 2018 was hij er gemeenteraadslid. Van 1983 tot 1994 en van 2007 tot 2018 was hij schepen van Financiën van Aarschot. Bij de gemeenteraadsverkiezingen van oktober 2018 was hij geen kandidaat meer.
Begin juni 2003 volgde hij Vlaams minister Patricia Ceysens op als Vlaams volksvertegenwoordiger voor de kieskring Leuven. Hij bleef lid van het Vlaams Parlement tot juni 2004. Midden oktober 2007 kwam hij opnieuw in het Vlaams Parlement terecht als opvolger van Vlaams minister Patricia Ceysens voor de kieskring Vlaams-Brabant. Hij bleef ditmaal Vlaams volksvertegenwoordiger tot juni 2009. Als Vlaams Parlementslid had hij zitting in de commissies Cultuur, Media en Sport (2003-2004), Welzijn, Volksgezondheid en Gelijke Kansen (2004) en Wonen, Stedelijk Beleid, Inburgering en Gelijke Kansen (2007-2009).